# UFC 261
UFC 261: Usman vs. Masvidal 2（ユーエフシー￼・ツーシックスティワン：ウスマン・バーサス・マスヴィダル・ツー）は、アメリカ合衆国の総合格闘技団体「UFC」の大会の一つ。2021年4月24日、フロリダ州ジャクソンビルのバイスター・ベテランズ・メモリアル・アリーナで開催された。

## 大会概要
本大会では王者カマル・ウスマンと挑戦者ホルヘ・マスヴィダルによるUFC世界ウェルター級タイトルマッチ、王者ジャン・ウェイリーと挑戦者ローズ・ナマユナスによるUFC世界女子ストロー級タイトルマッチ、王者ヴァレンティーナ・シェフチェンコと挑戦者ジェシカ・アンドラージによるUFC世界女子フライ級タイトルマッチが組まれた。
新型コロナウイルスの感染拡大による影響で無観客での大会が続いていたが、2020年3月のUFC 248以来、初めて観客数制限のない会場に観客をフルで入れての大会になった。

## 試合結果

### アーリープレリム
第1試合 女子ストロー級 5分3R
○  アリアネ・カルネロッシ vs.  リャン・ナ ×
2R 1:28 TKO（パウンド）
第2試合 フライ級 5分3R
○  ジェフリー・モリーナ vs.  アオリ・チロン ×
3R終了 判定3-0（29-28、29-28、29-27）
第3試合 ライト級 5分3R
○  カズラ・バルガス vs.  ロン・チュー ×
3R終了 判定3-0（30-26、29-28、29-28）
第4試合 バンタム級 5分3R
○  ダナー・バットゲレル vs.  ケビン・ネイティヴィダド ×
1R 0:50 TKO（左フック→パウンド）

### プレリミナリーカード
第5試合 フェザー級 5分3R
○  パット・サバティーニ vs.  トリスタン・コネリー ×
3R終了 判定3-0（30-27、29-28、29-28）
第6試合 ミドル級 5分3R
○  ブレンダン・アレン vs.  カール・ロバーソン ×
1R 4:55 足首固め
第7試合 ウェルター級 5分3R
○  ドワイト・グラント vs.  ステファン・セクリッチ ×
3R終了 判定2-1（28-29、29-28、29-28）
第8試合 ウェルター級 5分3R
○  ランディ・ブラウン vs.  アレックス・オリベイラ ×
1R 2:50 リアネイキドチョーク

### メインカード
第9試合 ライトヘビー級 5分3R
○  アンソニー・スミス vs.  ジミー・クルート ×
1R 5:00 TKO（ドクターストップ）
第10試合 ミドル級 5分3R
○  ユライア・ホール vs.  クリス・ワイドマン ×
1R 0:17 TKO（右脚の負傷）
第11試合 UFC世界女子フライ級タイトルマッチ 5分5R
○  ヴァレンティーナ・シェフチェンコ vs.  ジェシカ・アンドラージ ×
2R 3:19 TKO（グラウンドの肘打ち連打）
※シェフチェンコが5度目の王座防衛に成功。
第12試合 UFC世界女子ストロー級タイトルマッチ 5分5R
○  ローズ・ナマユナス vs.  ジャン・ウェイリー ×
1R 1:18 KO（左ハイキック→パウンド）
※ナマユナスが王座獲得に成功。
第13試合 UFC世界ウェルター級タイトルマッチ 5分5R
○  カマル・ウスマン vs.  ホルヘ・マスヴィダル ×
2R 1:02 KO（右ストレート→パウンド）
※ウスマンが4度目の王座防衛に成功。

### 各賞
ファイト・オブ・ザ・ナイト：ジェフリー・モリーナ vs. アオリ・チロン
パフォーマンス・オブ・ザ・ナイト：カマル・ウスマン、ローズ・ナマユナス
各選手にはボーナスとして5万ドルが授与された。

### カード変更
負傷などによるカードの変更は以下の通り。